# Истомин, Владимир Александрович
Владимир Александрович Истомин (род. 7 января 1951) — ведущий специалист в области химической технологии, доктор химических наук (1999), профессор (2006), Почётный работник газовой промышленности (2000).

## Биография
Родился 7 января 1951 года в городе Грозном. В 1968 году окончил среднюю школу № 2 с серебряной медалью. В школьные годы активно участвовал в различных олимпиадах по физике, химии и математике. В 1967 году получил Первую Премию на Первой Всесоюзной олимпиаде школьников по химии в г. Днепропетровске. В 1968 году поступил на Химический факультет Московского государственного университета им. М. В. Ломоносова. Окончил в 1973 году химический факультет МГУ им. М. В. Ломоносова, диплом с отличием. Был оставлен в очную аспирантуру.

## Научная деятельность
По окончании аспирантуры поступил во ВНИИГАЗ (ныне ООО Газпром ВНИИГАЗ), где прошёл все ступени научного кадрового роста: младший научный сотрудник, старший научный сотрудник, ведущий научный сотрудник, главный научный сотрудник. Создал в 2000 году во ВНИИГАЗе новую лабораторию по нетрадиционным источникам газа и был её первым начальником. Некоторое время (2007—2010 гг.) поработал в перспективной газовой компании ОАО «НОВАТЭК»
- Кандидатскую диссертацию защитил в МГУ им М. В. Ломоносова, химический факультет на тему «Движение ядер с большими амплитудами в неорганических молекулах» (1977).
- Докторскую диссертацию защитил в институте неорганической химии СО РАН на тему «Термодинамическое моделирование газогидратных систем для решения задач добычи газа» (1999).

## Педагогическая деятельность
Истомин В. А. занимается педагогической деятельностью. Читает лекции на факультете аэродинамики и летательной техники МФТИ и в Центре переподготовки при РГУ нефти и газа. Осуществляет научное руководство аспирантами и соискателями. Профессор МФТИ на факультете аэродинамики и летательной техники (кафедра фундаментальных основ газового дела) в период 2002—2007 гг. и с 2010 года.

## Ученики
Ставицкий Вячеслав Алексеевич, Лебенкова Ирина Викторовна, Елистратов Александр Вячеславович, Елистратов Максим Вячеславович, Квон Валерий Герасимович, Салихов Юнир Биктимирович, Донских Борис Дмитриевич

## Научные труды
Общее количество публикаций — более 350. В том числе: 25 изобретений, более 30 докладов на Всероссийских и Международных конференциях, в том числе доклады на 19, 20, 21, 22 и 23 Мировых Газовых Конгрессах. Пять патентов внедрено на Уренгойском газоконденсатном месторождении со значительным экономическим эффектом. Количество цитирований публикаций Истомина В. А. в сумме превышает 1000 (на русском и английском языках). Вошёл в ТОП-50 наиболее цитируемых Российских авторов в области химической технологии.
- Истомин В. А. Предупреждение и ликвидация газовых гидратов в системах сбора и промысловой подготовки газа, М., ВНИИЭГазпром, 1990, 214 с. (первое издание).
- Истомин В. А., Квон В. Г. Предупреждение и ликвидация газовых гидратов в системах добычи газа, М. ИРЦ Газпром, 2004, 506 с. (второе издание)
- Истомин В. А., Якушев В. С. Газовые гидраты в природных условиях. — М.: Недра, 1992. — 236 с. — ISBN 5-247-02442-7.
- Гриценко А. И., Истомин В. А., Кульков А. Н., Сулейманов Р. С. Сбор и промысловая подготовка газа северных месторождений России, М., Недра, 1999, 476 с.
- Истомин В. А. Термодинамика природного газа М., ВНИИГаз, 1999, 105 с.
- Якушев В. С., Перлова Е. В., Истомин В. А., Кузьминов В. А., Соловьев Н. Н., Салина Л. С., Махонина Н. А., Леонов С. А. Ресурсы и перспективы освоения нетрадиционных источников газа в России, М., ИРЦ Газпром, 2007, 152 с.
- Гулиев В. Л., Высоцкий В. И., Журило А. А., Истомин В. А., Скоробогатов В. А. и др. Нетрадиционные ресурсы нефти и газа. — М. Недра, 2014, 284 с. ISBN 978-5-8365-0450-2.

## Награды
- Серебряные медали ВДНХ (1980 и 1982 гг.)